# Un altro piccolo favore
Un altro piccolo favore (Another Simple Favor) è un film del 2025, diretto da Paul Feig. 
Il film, sequel di Un piccolo favore diretto da Feig nel 2018, vede Anna Kendrick e Blake Lively tornare a ricoprire i ruoli da protagoniste, oltre che la partecipazione degli attori italiani Elena Sofia Ricci e Michele Morrone.

## Trama
Cinque anni dopo gli eventi del primo film , Stephanie Smothers è una famosa vlogger di cronaca nera e detective dilettante che ha scritto un libro sulla sua amicizia con Emily Nelson e sulla sua successiva prigionia. A un evento di autografi, viene affrontata da Emily, che è stata rilasciata in appello. Sta per sposare il suo vecchio amico Dante Versano, un ricco italiano proveniente da una famiglia con legami con la criminalità organizzata . Invita Stephanie a farle da damigella d'onore, spingendola ad accettare con la promessa di un aumento delle vendite del libro e la minaccia di una potenziale causa legale.
Dopo essere arrivati a Capri insieme a Dante e all'agente di Stephanie, Vicky, i due si riuniscono con l'ex marito di Emily, Sean, e il figlio Nicky. Al matrimonio sono presenti anche la madre di Emily, Margaret, e sua zia Linda, così come la madre di Dante, Portia, che ha una relazione conflittuale con Emily, accusandola di essersi sposata con un membro della famiglia per denaro. A un pranzo prima del matrimonio, Sean, amareggiato e ubriaco, ha un acceso confronto con Dante. Più tardi, Sean viene assassinato nella sua camera d'albergo da un aggressore sconosciuto.
Stephanie partecipa all'addio al nubilato di Emily, dove si rivela l'unica invitata, e le due si riconnettono. Quando Stephanie torna in hotel, scopre la morte di Sean, che la polizia locale archivia come un "incidente". Sospettando il coinvolgimento di Emily, Stephanie la segue il giorno dopo, ma viene distratta da una turista americana che si rivela essere Irene Walker, un'agente dell'FBI che indaga su Linda, e mostra a Stephanie una foto di Linda che parla con una donna misteriosa che Stephanie identifica come Emily dal suo tatuaggio. Vengono interrotti da Dante, che Stephanie vede in seguito impegnato in un'accesa discussione con Matteo Bartolo, un membro della famiglia rivale dei Versano.
Emily e Dante si sposano. Al ricevimento, Dante fa finta di bruciare l'accordo prematrimoniale tra lui ed Emily, dichiarandolo un gesto di pace tra i Versano e i Bartolo. Più tardi quella sera, Stephanie segue Dante mentre esce dal ricevimento, solo per assistere alla sua uccisione a colpi di arma da fuoco. Portia accusa Emily di averlo ucciso, mentre Linda getta i sospetti su Matteo, che nega con veemenza. Con la presenza di Emily accertata e Stephanie unica testimone dell'omicidio, viene posta agli arresti domiciliari mentre si indaga sulla morte.
Stephanie incontra Emily, solo per scoprire, dal suo strano comportamento, di essere in realtà Charity, la terza gemella di cui facevano parte Emily e la sua defunta sorella Faith. Charity si pugnala, incastrando Stephanie per l'aggressione. Stephanie viene liberata dalla sua prigionia da Isabella, una governante pagata da Irene. Isabella la fa entrare nella stanza di Margaret; le rivela che la morte in utero di Charity è stata inscenata da Linda, una truffatrice che l'ha cresciuta come se fosse sua figlia. Stephanie lascia l'hotel e incontra Irene, ma prima che possa essere portata in un rifugio sicuro, Irene viene pugnalata a morte da Charity travestita. Nel frattempo, Linda scopre da Margaret che Stephanie le ha parlato e la soffoca con un cuscino. Stephanie viene portata a incontrare Portia Versano.
Portia inietta a Stephanie del tiopentale sodico , credendo che lei ed Emily abbiano cospirato per uccidere Dante. Dopo non aver ottenuto risposte chiare da lei, Portia ordina che venga uccisa, ma viene salvata da Emily. Spiega che Linda ha tentato di ricattare lei e Dante, minacciando di rivelare che il loro matrimonio era un matrimonio di convenienza per nascondere che Dante e Matteo erano amanti. Dopo il suo rifiuto, Emily viene affrontata da Charity, che uccide sia Sean che Dante a causa della sua ossessione romantica per Emily. Charity la droga e sposa Dante al suo posto, ed Emily viene liberata solo dopo che Charity si dimentica di drogarla quel giorno.
Charity, fingendosi Emily, usa il telefono di Stephanie per trasmettere in diretta streaming, inviando una minaccia in codice a Emily e Stephanie: ucciderà Nicky se Stephanie non si costituirà. Stephanie ed Emily affrontano Charity e Linda, che sta tenendo Nicky sotto tiro. Linda progetta di uccidere Stephanie e di addossarle la responsabilità degli omicidi, mentre Charity assume la responsabilità della vita, del denaro e della posizione di Emily all'interno della famiglia Versano. Stephanie fa notare che anche Emily dovrà morire, ma Charity rifiuta. Nella confusione che segue, Nicky lancia un drone giocattolo in faccia a Linda, permettendo a Charity di prenderle la pistola e spararle, facendola precipitare da un dirupo.
Emily convince la sorella a prendere il suo posto in prigione, assumendosi anche la responsabilità di tutti gli omicidi commessi. Stephanie torna a casa, scrivendo un secondo libro sugli omicidi di Capri e onorando il desiderio di Emily di dare a Nicky una vita normale. Emily, rimasta nascosta in Italia, viene affrontata da Portia. Le rivela di sapere che il matrimonio tra Emily e Dante era una farsa e che Emily non aveva commesso gli omicidi. In cambio dell'accoglienza di Emily nella famiglia Versano, chiede "un semplice favore", consegnandole una busta dal contenuto sconosciuto.

## Produzione
Nel maggio 2022 è stato annunciato che Amazon MGM Studios e Lions Gate Entertainment avevano raggiunto un accordo per la produzione di un sequel del film del 2018 Un piccolo favore, con la direzione affidata nuovamente a Paul Feig. Anna Kendrick e Blake Lively sono state annunciate nel cast, riprendendo i rispettivi ruoli.
Il progetto è stato nuovamente confermato nel marzo 2024, con Henry Golding e Andrew Rannells confermati nei loro ruoli del primo film, e nuove aggiunte al cast, tra cui gli attori italiani Elena Sofia Ricci e Michele Morrone.
Le riprese principali sono iniziate alla fine di marzo 2024 a Capri ed hanno coinvolto anche il sito Unesco di Villa Adriana. Sono terminate il 26 maggio 2024 negli studi statunitensi.

## Promozione
Il trailer ufficiale del film è stato pubblicato il 27 febbraio 2025.

## Distribuzione
Il film è stato presentato in anteprima al South by Southwest il 7 marzo 2025. È stato reso disponibile sulla piattaforma Amazon Prime Video il 1º maggio 2025.